# Melissa Peterman
Melissa Margaret Peterman (Minneapolis, Minnesota; 1 de julio de 1971)  es una actriz y comediante estadounidense. Ha desempeñado el papel de Barbra Jean en la serie de comedia televisiva Reba, apareció como Bonnie Wheeler en la serie Baby Daddy de ABC Family/Freeform y fue presentadora de Dancing Fools de ABC Family , Bet on Your Baby de ABC y The Singing Bee de CMT. Desde 2017, interpretó a Brenda Sparks en el spin-off de The Big Bang Theory, Young Sheldon. Desde agosto de 2022 es presentadora del programa de televisión Person, Place or Thing.

## Carrera
Después de graduarse en actuación por la Universidad Estatal de Minnesota, Melissa consiguió el papel de Madeline Monroe en la obra teatral Tony n' Tina's Wedding. Después de 600 presentaciones, escribió y dirigió una pieza de improvisación teatral en el Brave New Workshop de Minneapolis.
En 1996, a la edad de 25 años, debutó en el cine con la película ganadora del Óscar Fargo.

### 2001–2006:Rebay otras apariciones
En 2001, Peterman fue elegida para interpretar a Barbra Jean Booker-Hart en Reba junto a la estrella de la música country Reba McEntire y el veterano televisivo Christopher Rich. El programa fue la comedia más vista en The WB en su temporada debut. En 2007, el programa terminó su carrera después de seis temporadas. Los episodios continúan transmitiéndose en distribución en múltiples redes.
Durante este tiempo, Peterman también volvió a filmar con Recipe for Disaster junto a Lesley Ann Warren y John Lette. También hizo apariciones en How High y la película independiente inédita Cook-Off. Peterman también se mantuvo fiel a sus raíces cómicas, como presentadora de 15 Minutes of Fem, un espectáculo de comedia para mujeres presentado en el Teatro Egipcio. En televisión, apareció en el programa de comedia de sketches de Oxygen TV Running with Scissors y fue estrella invitada en Just Shoot Me! y Los Pitts. También interpretó a una consejera inestable, la Sra. Splitz, en Ned's Declassified School Survival Guide.
Durante su pausa de verano en Reba, Peterman presentó The Sound of Music Sing-a-Long, repitiendo su actuación como presentadora del verano anterior de The Wizard of Oz Sing-a-Long ,en el Hollywood Bowl de Los Ángeles. Peterman también hizo apariciones en la serie de televisión World Cup Comedy Challenge, así como en la edición de celebridades de Trading Spaces, con su coprotagonista de Reba, Christopher Rich.

### 2007–2010: Giras, episodios piloto yThe Singing Bee

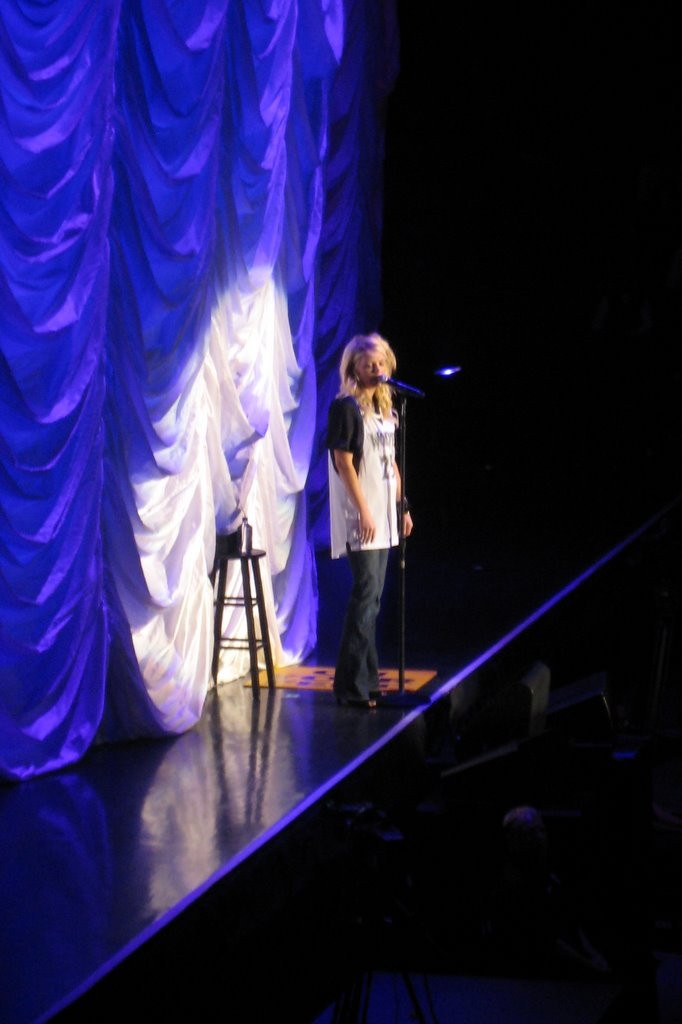
Peterman actuando en 2008

En octubre, ABC anunció que Peterman había sido elegido para un piloto de comedia sin título protagonizado por Cedric the Entertainer. El programa fue grabado ante una audiencia el 30 de octubre de 2007. En diciembre, la cadena anunció que había conseguido a los actores, indicando que estaban interesados en el proyecto. Durante la presentación inicial anual el 13 de mayo de 2008, ABC confirmó que no ordenaron el piloto para la serie.
En 2007, Peterman apareció como telonero de la gira de la cantante country y ex coprotagonista de Reba, Reba McEntire. Peterman regresó al año siguiente cuando McEntire estuvo de gira con Kelly Clarkson.
En 2007, Peterman presentó Comedy Stage para CMT. La serie terminó su carrera después de ocho episodios. Al año siguiente, presentó un especial, Redneck Dreams, para la cadena. También en 2008, estuvo en dos episodios de Wanna Bet? como panelista famosa. Peterman también apareció en un episodio de la comedia animada American Dad!. Anunció que estaba filmando otra comedia, esta vez para FOX, titulada Living With Abandon. Al final el episodio piloto no llegó a convertirse en serie.
En 2009, consiguió el puesto de anfitriona de The Singing Bee. El programa había sido cancelado por NBC y CMT expresó interés en revivir la competencia. También en 2009, Peterman apareció en Rita Rocks en Lifetime TV y en Surviving Suburbia en ABC. Protagonizó junto a Gary Valentine Dusty Peacock, una serie de comedia en línea en Crackle.
En febrero de 2010, Big Machine Records anunció que habían firmado con Peterman un contrato de grabación y que ella lanzaría su álbum de comedia debut ese año. El álbum ha sido grabado, pero aún no se ha lanzado y Peterman ya no figura en el sitio web del sello discográfico. Su debut especial de comedia, Melissa Peterman: Am I The Only One? se estrenó el 12 de marzo de 2010 en CMT. El especial fue grabado ante una audiencia en Nashville, Tennessee. También ese año, Peterman fue la anfitriona de la alfombra roja de los CMT Music Awards.

### 2011:Working Class
Peterman había revelado, en 2010, que protagonizaría otro piloto. La comedia familiar, titulada Working Class, fue la primera comedia con guion original para la cadena CMT. Peterman protagonizó junto al veterano de la comedia Ed Asner y el reconocido actor de televisión Patrick Fabian. El debut de la serie fue el más visto y de mayor audiencia en la historia de la cadena. La serie fue cancelada después de una temporada.

### 2012–presente:Baby Daddy,Young Sheldony otros shows

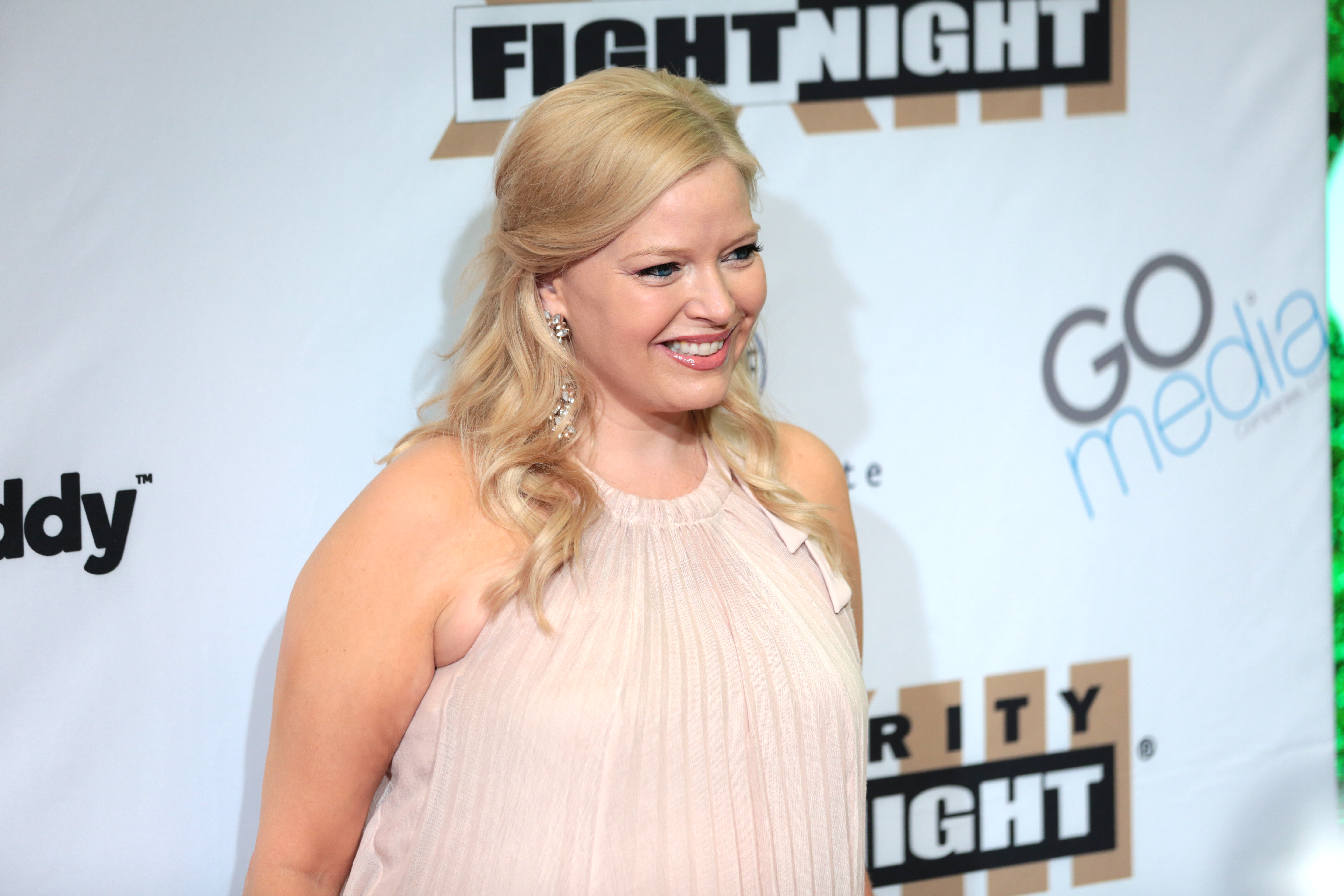
Melissa Peterman en 2017

En 2012, Peterman anunció que aparecería en una próxima comedia de situación de ABC Family, Baby Daddy. En marzo, la cadena anunció que Peterman, que originalmente solo aparecía en un episodio, había sido convertida en personaje recurrente. La serie emitió el último episodio el 22 de mayo de 2017, después de seis temporadas.
Desde 2017, Peterman ha interpretado a Brenda Sparks, un personaje recurrente en la comedia de CBS, Young Sheldon. Originalmente casada con Herschel Sparks (Billy Gardell) en las dos primeras temporadas, el personaje de Peterman se convierte en la madre divorciada y soltera vecina de la familia Cooper en la cuarta temporada y, en ocasiones, es amiga y némesis de Mary Cooper , interpretada por Zoe Perry. En las temporadas 4 y 5, Brenda Sparks y George Cooper (Lance Barber) experimentan una relación más estrecha que culmina al final de la temporada 5 con Brenda haciendo proposiciones a George.
A partir de 2019, Peterman presentó el programa de juegos de comedia Punch Line, donde dos equipos de comediantes intentan dar chiste a varios titulares . También ha sido una estrella invitada recurrente en el programa de juegos sindicado 25 Words or Less y , en 2022, comenzó a presentar el programa de juegos Person, Place or Thing , un derivado del clásico juego Twenty questions .

## Filmografía

### Cine
| Año  | Título original          | Rol             | Notas   |
| ---- | ------------------------ | --------------- | ------- |
| 1996 | Fargo                    | Prostituta #2   |         |
| 2001 | How High                 | Shelia Cain     |         |
| 2006 | Cook-Off                 | Nancy Shmaedeke | Inédita |
| 2009 | Dirty Politics           | Rita Breaux     | Inédita |
| 2012 | Here Comes the Boom      | Lauren Voss     |         |
| 2014 | Muffin Top: A Love Story | Kim             |         |

### Television
| Año              | Título original                           | Rol                 | Notas                                          |
| ---------------- | ----------------------------------------- | ------------------- | ---------------------------------------------- |
| 2000             | Just Shoot Me                             | Claire              | Episodio "Choosing to Be Super"                |
| 2000             | Normal, Ohio                              | Pamela              | No llegó a emitirse                            |
| 2001–2007        | Reba                                      | Barbra Jean Hart    | Papel principal                                |
| 2003             | Recipe For Disaster                       | Gigi Grant          | Telefilme                                      |
| 2003             | The Pitts                                 | Shirley/Shelly      | Episodio: "Piloto"                             |
| 2004             | Johnny Bravo                              | Becky               | Episodio: "Wilderness Protection Program"      |
| 2006             | Ned's Declassified School Survival Guide  | Mrs. Splitz         | Episodio: "Guide to Failing and Tutors"        |
| 2006             | Exploring Space: The Quest for Life       | n/a                 | Productora asociada                            |
| 2007             | CMT Comedy Stage                          | Presentadora        | 8 episodios                                    |
| 2008             | American Dad!                             | Sister Mary         | Episodio: "Office Spaceman"                    |
| 2008             | Living with Abandon                       | Rachelle            | Telefilme                                      |
| 2008             | Untitled Cedric the Entertainer Project   | Marci Wittman       | Telefilme                                      |
| 2009             | Rita Rocks                                | Jennifer            | 5 episodios                                    |
| 2009             | Surviving Suburbia                        | Mrs. Munice         | 3 episodios                                    |
| 2009–2012        | The Singing Bee                           | Presentadora        |                                                |
| 2010–2012 & 2015 | Pretty the Series                         | Candy               | 8 episodios                                    |
| 2011             | Working Class                             | Carli Mitchell      | Papel principal; también productora            |
| 2012             | Retired at 35                             | Julia               | Episodio: "The Proposal"                       |
| 2012–2017        | Baby Daddy                                | Bonnie Wheeler      | 100 episodios                                  |
| 2013–2014        | Bet on Your Baby                          | Host                | 16 episodios                                   |
| 2013             | Dancing Fools                             | Host                | 8 episodios                                    |
| 2014             | Deal with It                              | Ella misma          | Episodio: "Melissa Peterman and Sarah Colonna" |
| 2016             | Home & Family                             | Invitada            |                                                |
| 2016–2017        | Valerie's Home Cooking                    | Ella misma          |                                                |
| 2017             | Worst Cooks in America: Celebrity Edition | Ella misma          | Concursante                                    |
| 2018–2024        | Young Sheldon                             | Brenda Sparks       | Papel recurrente                               |
| 2019             | A Gingerbread Romance                     | Linda               | Telefilme                                      |
| 2019–2020        | Sydney to the Max                         | Mrs. Harris         | 3 episodios                                    |
| 2019–2020        | Last Man Standing                         | Celia "CeCe" Powers | 2 episodios                                    |
| 2022-actualmente | Person, Place or Thing                    | Presentadora        |                                                |
| 2023             | Reba McEntire's The Hammer                | Kris                | Telefilme                                      |
| 2023             | Haul Out the Holly: Lit Up                | Pamela              | Telefilme                                      |